# شتایگ
شتایگ (به آلمانی: Staig) یک شهر در آلمان است که در الب-دانو-کریس واقع شده‌است. شتایگ ۳٬۱۷۹ نفر جمعیت دارد.